# Olej z nagietka lekarskiego
Olej z nagietka lekarskiego – żółto-pomarańczowe kwiaty nagietka (Calendula officinalis) macerowane w oliwie z oliwek, oleju słonecznikowym lub oleju sojowym, dla stabilności dodawana jest często witamina E. Olej zawiera karoten, niewielkie ilości olejku eterycznego, ma pomarańczowy kolor i jest prawie bez zapachu.
| Pochodzenie: | Francja, Hiszpania |
| Zastosowanie | - W przemyśle kosmetycznym stosowany przy szorskiej, pękającej, suchej, łuszczącej się skórze, a także przy zanieczyszczonej, wrażliwej i podrażnionej. Używany w produktach do pielęgnacji niemowląt, jako dodatek do kremów ochronnych. - Olej z nagietka działa ukrwiająco, leczniczo, rozgrzewająco i ochronnie (hamuje zapalenia skóry), przeciwzapalnie, przeciwbakteryjnie, przeciwskurczowo, żółciopędnie i moczopędnie. Goi, dezynfekuje i koi skórę. Ma działanie nawilżające i wygładzające. - Stosowany do wyrobu perfum. - Dawniej używany był także do farbowania tkanin. |